# 雙子星離岸風場
雙子星離岸風場，又譯雙子座離岸風力發電園區（荷蘭語：Gemini windpark），是荷蘭一座600百萬瓦等級的離岸風力發電場，2015年開工，於2017年5月8日正式啟用，是目前世界上第二大的離岸風力發電場，僅次於倫敦陣列。
雙子星離岸風場座落在格羅寧根北側外海85公里處，總面積達68平方公里，共設有150個西門子SWT-4.0風力發電機組（每台容量4 MW）。風場由兩個海域組成，分別落在阿默蘭島以北的區域，以及斯希蒙尼克島以北55公里處。兩個區域的面積各為34平方公里，其中各有75座機組。風場由四家公司共同建造：北方電力公司（60%計畫股份）、西門子公司（20%）、范歐德公司（10%）以及HVC公司（10%）。
雙子星離岸風場預計將提供78.5萬戶家庭所需的電力，並可削減125萬噸的碳排放。在最初十五年的補貼期，雙子星風場每減少一噸碳排放，荷蘭政府便提供240歐元的補貼；這個金額比歐盟排放交易體系所規範的金額高出了30歐元。
荷蘭的水電瓦斯事業三角洲公司（DELTA）在2014年初與雙子星離岸風場簽訂了十年的購電合約，使三角洲公司成為雙子星離岸風場的最大客戶。截至目前為止，三角洲公司尚未透露購電金額。

## 外部連結
- 官方網站 （页面存档备份，存于） （荷兰文）
- 雙子星風場計畫 （页面存档备份，存于）－范歐德公司網站 （英文）